# Ilmo Valjakka

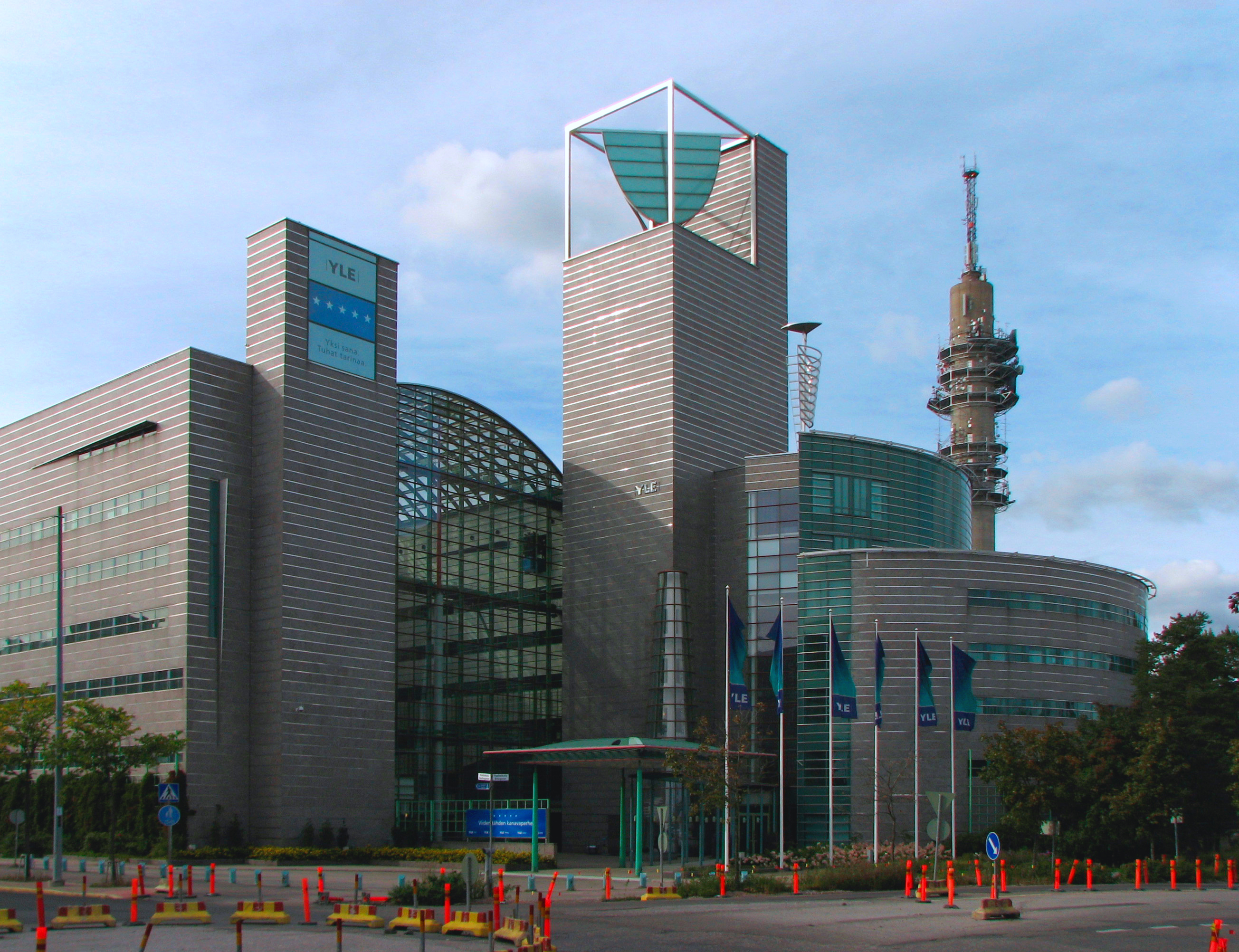
Stora smedjan i Böle.

Ilmo Urho Tapani Valjakka, född 30 april 1934 i S:t Michel, död 28 april 2021 i Helsingfors, var en finländsk arkitekt.
Valjakka utexaminerades från Tekniska högskolan i Helsingfors 1960 och startade egen arkitektverksamhet samma år. Under denna tid förespråkade han en rationalistisk betongarkitektur och ritade bland annat det brutalt horisontala bostadshuset Villagatan 9–11 i Eira, Helsingfors (1961), ett större bostadskomplex "Säästöpurje" i Nordsjö (1965), Pensionsskyddscentralens kanslihus i Östra Böle (1976) och Hyvinge konstmuseum (tillsammans med Raimo Valjakka 1982). Han formgav även de första serierna till det så kallade Domusköket (1963), som fortfarande tillverkas.
Under 1980-talet övergav Valjakka modernismen och blev med planeringen av tidningshuset Yhtyneet Kuvalehdet i Västra Böle (1987) huvudstadens främste postmodernist. Denna kubformade byggnad blev ett genombrottsverk, som senare följdes av Finlands ambassad i Budapest (1988), Radisson SAS Royal Hotel i Helsingfors (1991) och Rundradions huvudbyggnad i Böle, "Stora smedjan" (1993).
Även den tillsammans med Henrik Lilius 1987 genomförda restaureringen av Imatra Statshotell och dess kongressflygels tillbyggnad (1983), liksom också ombyggnaden 1999 av SOK:s huvudkontor till Radisson SAS Plaza Hotel (ursprungligen ritat av Kauno och Oiva Kallio, 1921), uppvisar en mjukare, mer dekorativ stil. Valjakka tilldelades stålbyggnadspriset 1988 för Nokias kontorsbyggnad på Drumsö och han vann även en rad pris i arkitekttävlingar. Hans projekt har visats på utställningar i bland annat Prag, Venedig, Milano och Belgrad. Han tilldelades professors titel 1991.